# Football Club de Rouen 1899 (féminines)
Maillots
La section féminine du FC Rouen 1899 est une section qui fait partie du Football Club de Rouen 1899, club de football français, fondé en 1899 à Rouen (Seine-Maritime).
La section féminine est créée en 1970 et les Rouennaises font partie des seize équipes qui ont fondé la Division 1 en 1974. Mais après trois saisons dans l'élite et une place de finaliste en 1976, la section féminine disparaît à l'issue de la saison 1976-1977. En 2001, une section féminine est créée à Bois-Guillaume et celle-ci accède à la Division 3 en un temps record. En 2007, le FCR récupère la section féminine de Bois-Guillaume avec l'accord de la FFF. 
Dès 2008, les Diablesses atteignent la seconde division. Après 11 saisons consécutives en Division 2, les Rouennaises descendent en R1 après la défaite lors des barrages face à Orléans.
L'équipe évolue depuis la saison 2018-2019 au niveau régional. La section féminine est dirigée par l'association du FC Rouen.

## Historique
La section féminine du Football Club de Rouen est formée en novembre 1970 sous l'impulsion de Mme Dupuis. 
Les Rouennaises sont demi-finalistes du Championnat de France de football féminin 1974-1975, premier championnat organisé par la Fédération française de football. Elles sont battus à ce stade par le Stade de Reims sur le score de quatre à un sur les deux matchs. Une des deux rencontres est retransmise à la télévision. Quatre joueuses sont lors de cette saison sélectionnées en équipe de France, la gardienne Nicole Revet, la défenseur Nicole Carrie, la milieu de terrain Annie Bataille et l'attaquante Armelle Binard.
Elles atteignent la finale du championnat 1975-1976, où elles sont de nouveau défaites par le Stade de Reims. 
La dernière apparition du FC Rouen dans l'élite a lieu lors de la saison 1976-1977.
La section féminine est par la suite dissoute.
En 2001, l'équipe féminine du F.U.S.C. Bois Guillaume créée par Ludivine Fouquet, Cathy Prévost, Jimmy Bocquet et Mathieu Levaray, a gravi 6 échelons de suite et a atteint la Division 3. 
Par manque de structure adaptée, les joueuses L.Fouquet et C.Prévost et l'entraîneur M. Levaray, ont réussi à transférer leur section au sein du F.C ROUEN  en conservant le niveau atteint.
Dès la première saison au sein du FCR, en 2007, l'équipe obtient la montée en deuxième division en terminant 3e de son groupe puis 2e du tournoi final. 
Le F.C Rouen évolue en deuxième division de façon ininterrompu pendant 11 années et parvient à réussir quelques fulgurances notamment en Coupe de France.
En mars 2015, les Diablesses réussissent l'exploit d'atteindre les demi-finales de la Coupe de France avec une affiche de prestige au stade Robert-Diochon contre l'Olympique Lyonnais qui compose la colonne vertébrale de l'Equipe de France avec notamment Méline Gérard, Corine Petit, Amandine Henry, Élise Bussaglia, Amel Majri, Camille Abily. Devant plus de 6 000 spectateurs, Les Rouennaises sortent avec les honneurs avec une défaite, sur le score de 4-0.
Malheureusement, au printemps 2018,les Rouennaises descendent au niveau régional après une saison décevante et une ultime défaite lors des barrages, face à l'US Orléans.

## Palmarès
Le palmarès du FC Rouen comporte quatre Coupe de Normandie.
Le tableau suivant liste le palmarès du club actualisé à l'issue de la saison 2011-2012 dans les différentes compétitions officielles au niveau national et régional.
| Compétitions nationales                         | Compétitions régionales                                          |
| - Championnat de France - Vice-champion : 1976. | - Coupe de Normandie - Vainqueur : 2010, 2011, 2012, 2014, 2015. |

### Bilan saison par saison
| Saison    | Division             | Class.        | Pts | V  | N | D  | BM | BE | Diff. | Coupe de France   |
| --------- | -------------------- | ------------- | --- | -- | - | -- | -- | -- | ----- | ----------------- |
| 2021-2022 | Régional 1           | 9             | 24  | 7  | 4 | 14 | 27 | 60 | -33   | 3ème tour         |
| 2020-2021 | Régional 1           | -             | -   | -  | - | -  | -  | -  | -     | 3ème tour         |
| 2019-2020 | Régional 1           | 6             | 24  | 7  | 3 | 4  | 27 | 11 | +16   | 3ème tour         |
| 2018-2019 | Régional 1           | 2             | 54  | 17 | 3 | 2  | 87 | 12 | +75   | 1/16ème           |
| 2017-2018 | Division 2, Groupe A | 10            | 23  | 5  | 8 | 9  | 22 | 32 | -10   | 1/32ème           |
| 2016-2017 | Division 2, Groupe A | 8             | 29  | 9  | 2 | 11 | 31 | 37 | -6    | 1/32ème           |
| 2015-2016 | Division 2, Groupe B | 4             | 63  | 12 | 5 | 5  | 47 | 26 | +21   | 1/16ème           |
| 2014-2015 | Division 2, Groupe B | 5             | 53  | 9  | 4 | 9  | 41 | 38 | +3    | 1/2 finale        |
| 2013-2014 | Division 2, Groupe B | 10            | 43  | 5  | 6 | 11 | 27 | 51 | -24   | 1/32ème           |
| 2012-2013 | Division 2           | 3             | 50  | 8  | 6 | 6  | 27 | 28 | -1    | 2ème tour Fédéral |
| 2011-2012 | Division 2           | 8             | 47  | 7  | 4 | 11 | 26 | 41 | -15   | 1/32ème           |
| 2010-2011 | Division 2           | 10            | 39  | 5  | 5 | 12 | 25 | 35 | -10   | 1er tour Fédéral  |
| 2009-2010 | Division 2           | 10            | 42  | 6  | 2 | 14 | 32 | 51 | -19   | 2ème tour Fédéral |
| 2008-2009 | Division 2           | 7             | 49  | 9  | 3 | 10 | 37 | 47 | -10   | 1er tour Fédéral  |
| 2007-2008 | Division 3           | 3             | 50  | 10 | 2 | 6  | 39 | 21 | +18   | 2ème tour Fédéral |
| 1976-1977 | Division 1           | 1/4 finale    | -   | -  | - | -  | -  | -  | -     | -                 |
| 1975-1976 | Division 1           | Finaliste     | -   | -  | - | -  | -  | -  | -     | -                 |
| 1975-1976 | Division 1           | 1/2 finaliste | -   |    |   |    |    |    |       |                   |

### Entraîneurs
| Nom                                 | Période                |
| ----------------------------------- | ---------------------- |
| Vincent Notias & Guillaume Decultot | juillet 2007-juin 2008 |
| Gilles Amptil & Guillaume Decultot  | juillet 2008-juin 2009 |
| Eric Rastell                        | juillet 2009-juin 2010 |
| Stéphane Arnold                     | juillet 2010-juin 2013 |
| Christophe Canteloup                | juillet 2013-juin 2014 |
| Hakli Dahmane                       | juillet 2014-juin 2015 |
| Stéphane Arnold                     | juillet 2015-juin 2018 |
| Gilles Loemba                       | juillet 2018-mars 2019 |
| Alexandre Lerond                    | mars-juin 2019         |
| Ben Mladjao                         | juillet 2019-juin 2021 |